# Letterkenny
Letterkenny (Iers: Leitir Ceanainn) is een plaats in het Ierse graafschap Donegal. De plaats telt 6.855 inwoners. Letterkenny is de zetel van het rooms-katholieke bisdom Raphoe.

## Geboren
- Philip Deignan (1983), wielrenner